# Leucauge senegalensis
Leucauge senegalensis là một loài nhện trong họ Tetragnathidae.
Loài này thuộc chi Leucauge. Leucauge senegalensis được miêu tả năm 1961 bởi Roewer.